# Muzułmańska Gmina Wyznaniowa w Warszawie
Muzułmańska Gmina Wyznaniowa w Warszawie – muzułmańska jednostka organizacyjna z siedzibą w Warszawie, wchodząca w skład Muzułmańskiego Związku Religijnego.
Gmina posiada własny meczet, w którym modlitwy odbywają się w każdy piątek i święta, oraz Centrum Islamskie. Imamem gminy warszawskiej jest Mahmoud Mohammed Mousa. Adres siedziby gminy to: ul. Wiertnicza 103, 02-952 Warszawa.